# Eurosta
Eurosta is een geslacht van insecten uit de familie van de Boorvliegen (Tephritidae), die tot de orde tweevleugeligen (Diptera) behoort.

## Soorten
- E. comma (Wiedemann, 1830)
- E. cribrata (Wulp, 1867)
- E. fenestrata Snow, 1894
- E. floridensis Foote, 1977
- E. lateralis (Wiedemann, 1830)
- E. latifrons (Loew, 1862)
- E. solidaginis (Fitch, 1855)